# Трапер
Трапер (от английски: trap – капан) е ловец на животни заради тяхната кожа.
Терминът се използва основно за ловците в Северна Америка, особено по време на оживената търговия с кожи през първата половина на ХІХ век. Повечето кожи за Европа са изнасяни за облекло. По онова време в Европа са на мода шапки от кожа на бобър.
В Северна Америка траперите допринасят значително за изследване на непознати територии. Ловът отчасти се провежда безразсъдно, което води до изчезването на отделни видове животни с ценна кожа или до застрашаването им от изчезване. С променящата се мода и поради спада на цените на ценната кожа, значението на траперите намалява значително.
Днес в Канада и Аляска все още има около 200 000 ловци, които обикновено живеят там само временно и траперството е второстепенно занимание. В същото време, много животински видове са под закрилата на държавата, по-специално в Канада ловът и риболовът се наблюдават от държавни органи. В продължение на последните няколко години, в световен мащаб търсенето на кожи отново нараства, така че за траперите отново има поле за изява.

## Известни трапери
- Джордж Друилард (1774/75? – 1810)
- Джим Бекуорт (1800 – 1866)
- Джим Бриджър (1804 – 1881)
- Джон Колтър (1774 – 1812)
- Кит Карсън (1809 – 1868)
- Джон „Ядача на дробове“ Джонсън (1824 – 1900)
- Джозеф Лафайет „Джо“ Мийк (1810 – 1875)
- Джедидая Смит (1799 – 1831)
- Сет Кинман (1815 – 1888)
- Уилям Уилямс – „Стария Бил“ (1787 – 1849)
- Томас Л. Смит – „Дървения крак“ (1801 – 1866)
- Хю Глас (ок. 1783 – 1833)